# Grooming (zedenmisdrijf)
Grooming is een proces waarbij een dader het vertrouwen wint van een ander (het slachtoffer) met het doel deze persoon seksueel te misbruiken door aanranding, verkrachting, seksuele uitbuiting, het produceren van kinderporno, ontvoering of mensenhandel. De term wordt met name gebruikt om de werkwijze van pedoseksuelen te beschrijven, maar het kan ook betrekking hebben op misbruik binnen families (incestueus seksueel misbruik), tussen volwassenen en de werkwijze van loverboys en datingfraudeurs. In de bredere zin wordt het ook wel gebruikt voor de werkwijze waarop oplichters en andere criminelen hun slachtoffers bewerken en hun vertrouwen winnen. Ook bij spionage en gegevensdiefstal kan grooming voorkomen, waarbij een band wordt opgebouwd die steeds hechter wordt, waarna de groomer het slachtoffer om steeds vertrouwelijker informatie zal vragen.
Bij zowel kindermisbruik als seksueel misbruik in het algemeen is in de meeste gevallen de dader een bekende. Grooming kan een proces zijn waardoor een dader zich toegang kan verschaffen tot deze bekendenkring om zo het vertrouwen van het slachtoffer en de omgeving te winnen. Omdat grooming de illusie van een volwaardige relatie kan wekken, gebruiken daders dit argument nogal eens als rechtvaardiging of cognitieve vervorming.
De term is een Engels leenwoord en staat voor uiterlijke verzorgingshandelingen door mens en dier. In bredere zin betekent het prepareren van bijvoorbeeld wegen en skipistes, en sociaal gedrag van dieren waarmee de sociale binding wordt versterkt. Grooming is dus een proces waarbij de dader de relatie met zijn slachtoffer ´onderhoudt´ en het ´prepareert´ voor het misbruik.

## Pedofilie versus kindermisbruik
Zoals bij kindermisbruik moet ook bij grooming als voorbereidende handeling hiertoe onderscheid worden gemaakt naar dader, en moet ook vooral niet worden vergeten dat pedofilie en kindermisbruik (pedoseksualiteit) niet hetzelfde zijn:
- De meeste daders en daarmee ook de meeste groomers zijn gelegenheidsdaders. Zij zoeken niet zo zeer naar kinderen maar minderjarigen zijn voor hen makkelijker te benaderen dan volwassen (seks)partners, bijvoorbeeld omdat ze makkelijker te beïnvloeden zijn. De slachtoffers zijn vaak ook relatief ouder, en de daders maken ook meer fouten waardoor ze sneller door de mand vallen.
- Een klein deel is preferentieel dader, zij zijn pedofielen die kinderen zoeken vanuit hun seksuele voorkeur. Over het algemeen gaan ze veel geslepener te werk en zijn hun slachtoffers ook jonger omdat ze gericht op zoek gaan naar kinderen. Dat er ook pedofiele groomers en daders zijn betekent niet dat iedere pedofiel kinderen misbruikt.
- A-sociale gebruikers en groomers. Het maakt hen niet zozeer uit met wie ze seks hebben, een kind is een makkelijk slachtoffer. Bij deze groep komt grooming nauwelijks voor omdat ze vaak vrijwel meteen gewelddadig te werk gaan. Het is mogelijk dat de daad wordt voorbereid, maar het slachtoffer wordt vaak direct overmeesterd of met een smoes weggelokt waarna het overmeesterd wordt.

Hoewel het verhaal over "de man bij de kinderspeelplaats met snoepjes" niet klopt daar het meeste misbruik in de bekendenkring plaatsvindt, vormt grooming de werkwijze waarmee een kindermisbruiker zich toegang tot deze bekendenkring kan verschaffen. De duur van dit proces kan varieren van enkele dagen tot jaren.

## Werkwijze

### Offline
Een pedoseksuele groomer doet er vaak moeite voor om een goede relatie te krijgen met de ouders en andere familieleden van het kind. Dit maakt het gemakkelijker om toegang te krijgen. De ouders zijn zo daardoor soms minder geneigd om potentiële beschuldigingen te geloven. De groomer zal proberen om alleen te zijn met het kind, bijvoorbeeld door uitjes, logeren of babysitten. Het kind kan ook overladen worden met cadeautjes, geld en complimenten.
Sommige pedoseksuelen gebruiken hun beroepskeuze om makkelijk in aanraking met kinderen te komen, of ze kiezen een hobby die die mogelijkheden geeft zoals hopman, sporttrainer, etc. Veel werkgevers en verenigingen zijn vaak huiverig voor het doen van onterechte beschuldigingen en de gevolgen daarvan, waardoor soms misbruik lang verborgen kan blijven. Daders die dit doen zijn meestal preferentiële daders.
Een groomer zal vaak proberen om de grenzen van het slachtoffer langzaam maar zeker te verleggen, bijvoorbeeld door seksueel getinte opmerkingen te maken, het kind of het slachtoffer te zoenen of knuffelen, of door het tonen van kinderpornografie. Dit proces kan weken, maanden of soms zelfs jaren in beslag nemen.

### Digitaal
Pedoseksuelen kunnen ook digitaal kinderlokken. In zo'n geval zal de misbruiker zich soms jonger voordoen dan hij (of zij) is, in de hoop om zo gemakkelijker met het kind te kunnen afspreken. Hij zal vaak kortere of langere tijd het contact aanhouden, waarbij hij een band probeert op te bouwen met het mogelijk slachtoffer. Het contact wordt gelegd op een open chatbox, waarna snel naar een gesloten chatbox als WhatsApp, Skype of Telegram wordt verhuisd. Na verloop van tijd zal de dader het aansturen op een afspraak met het slachtoffer, vaak met seks.
Opsporing gebeurt onder meer door een lokpuber, dit is een opsporingsambtenaar of burger die zich in een chatroom voordoet als iemand met een leeftijd onder de relevante leeftijdsgrens. Deze leeftijdsgrens is, afhankelijk van de jurisdictie en het vergrijp, vaak 16 of 18 jaar.
Het gebeurt ook in chatrooms waar de toegestane minimumleeftijd 18 jaar is, bijvoorbeeld Grindr. De jongere of de opspoorder geeft dan in zijn/haar profiel een leeftijd van 18 jaar of ouder op. Een opspoorder beweert dan in de chat of een hieruit voortvloeiend ander contact een leeftijd van bijvoorbeeld 14 of 15 jaar te hebben, wat geloofwaardig kan zijn omdat een echt kind ook eerst een toegestane leeftijd zou moeten opgeven om te kunnen chatten. Dit gegeven kan bepalend zijn voor de strafbaarheid van verder online contact (conversatie en gevraagde en/of gestuurde afbeeldingen) en (voorbereiding tot) ontmoeting. De tijdsduur tussen eerste contact en ontmoeting varieert van minuten tot maanden. Er zijn diverse burgeropspoorders met youtubekanalen waarop confrontaties op de afgesproken plaats en tijd van ontmoeting getoond worden; soms wordt een burgerarrest verricht. Ook zijn er groepen die bij de ontmoeting gewelddadig optreden en dus zelf strafbaar zijn. Zij worden vaak aangeduid met de term ´pedojagers´.
Ook journalisten sporen wel eens groomers op, vaak na te zijn getipt door ouders nadat ze bij de politie hebben botgevangen. Onder anderen Peter R. de Vries en Alberto Stegeman hebben op deze wijze groomers in de val gelokt, overigens wel na gedegen onderzoek. De groomer werd dan op tv geconfronteerd, waarna een (burger)arrest volgde. Het programma To Catch a Predator van Chris Hansen volgde in samenwerking met een actiegroep tegen online kindermisbruik een soortgelijke methode.

## Stadia
Het proces van grooming verloopt vaak in een vast patroon. Dit gegeven is niet alleen toepasbaar bij kindermisbruik, maar ook bij het werven van prostituees zoals loverboys en lovergirls dat doen. Ook bestaan er overeenkomsten met datingfraude en oplichting.
- Stadium 1 Een slachtoffer selecteren: Een dader zal vaker kiezen voor een onzeker kind. Een gebrek aan ouderlijk toezicht verhoogt de kans op grooming, net als huwelijksproblemen in het gezin en psychische problemen. Een dader zal vaak vragen stellen als "Kijken je ouders mee?" of: "Blijft dit allemaal tussen ons?" In sportverenigingen is de kans op grooming hoger wanneer het kind sport op hoog niveau.[7][8]
- Stadium 2 Het vertrouwen winnen: In deze fase zal de dader vaak proberen om het slachtoffer beter te leren kennen. Mogelijke problemen van het slachtoffer zijn hierbij ook van belang, aangezien de dader steun en hulp kan bieden om zo het vertrouwen nog meer te winnen. Bij offline grooming zal de dader ook het vertrouwen van de omgeving proberen te winnen zodat hij de minst voor de hand liggende verdachte is. In dit stadium en het volgende doet de dader ook wel eens aan lovebombing.
- Stadium 3 Het opvullen van een behoefte. De dader probeert een behoefte bij het slachtoffer te vinden en deze op te vullen, bijvoorbeeld eenzaamheid en de behoefte aan een vriend. Hij zal deze behoefte trachten op te vullen met aandacht, het geven van cadeautjes, het doen van gezellige uitstapjes, of in het geval van een tiener, door het geven van sigaretten, drugs en alcohol. Soms wordt een minderjarig kind ook als volwassen partner behandeld door het bijvoorbeeld mee te nemen naar een duur restaurant voor een chique etentje. Er ontstaat een vertrouwensband leidend tot een zekere afhankelijkheid.
- Stadium 4 Isolatie van het slachtoffer. Hoewel hier in eerdere stadia vaak al een beginnetje mee is gemaakt zal de dader nu alles in het werk stellen veel tijd alleen met het slachtoffer te zijn, en het ook sociaal te isoleren. Ouders, voogden, leraren, vrienden en anderen worden buitenspel gezet door deze speciale band waarmee de dader macht over het slachtoffer houdt. Immers, als het contact verbroken wordt, is ook deze band weg. Bovendien kan de dader dan voor het slachtoffer een drempel opwerpen om naar ouders of andere vertrouwenspersonen te stappen. Ook is het mogelijk dat de dader het gezin als huisvriend is binnengekomen en probeert te bewerkstelligen dat hij op het slachtoffer kan oppassen of het mee op vakantie of een uitje kan nemen.
- Stadium 5 Het begin van het (seksueel) misbruik. Op dit moment begint de dader vaak met verzoeken om iets voor hem of haar te doen. Vanaf dat moment begint vaak een toename in lichamelijk contact, hoewel dit op het eerste oog vaak onschuldig is (bijvoorbeeld een knuffel). Er is echter een geleidelijke verschuiving van de grenzen waarbij seksueel gedrag normaliseert, bijvoorbeeld van knuffelen tot zoenen op de wang tot zoenen op de mond tot ongepaste aanrakingen tot masturberen tot uiteindelijk seks met alles erop en eraan (en soms zelfs tot extreme vormen van seks). Wanneer het tot dit stadium komt is het vaak zeer moeilijk voor het slachtoffer zich nog aan het misbruik te onttrekken. Een enkele keer ´nee´ zeggen lukt soms nog maar de dader past dan chantagetechnieken toe of probeert het later gewoon opnieuw. Slechts weinig slachtoffers kunnen zich op eigen kracht aan misbruik onttrekken. Soms wordt gebruik gemaakt van hulpmiddelen om remmingen weg te nemen zoals alcohol, drugs of porno. Kinderporno wordt soms ook gebruikt, mede als argument dat seks tussen kinderen en volwassenen normaal zou zijn. Bij online grooming worden in dit stadium soms naaktfoto´s afgetroggeld die weer als chantagemateriaal kunnen dienen. Ook als er geen sprake is van seksueel maar van ander misbruik, zal de relatie hier parasitair worden.
- Stadium 6 Het behoud van controle. De dader zal controle over het slachtoffer houden om het misbruik in stand te houden en te voorkomen dat dit uitkomt. Een belangrijk middel is emotionele chantage door de speciale band, geveinsde sympathie en de afhankelijkheid van het slachtoffer, alsmede de normalisering van het seksuele gedrag. Andere manieren waarop controle kan worden behouden zijn victim blaming waarbij vaak lichamelijke reacties worden aangehaald (je vond het zelf ook lekker / je lokte het uit), angst aanpraten (iedereen zal van jou walgen / je ouders zullen teleurgesteld zijn), dreigementen (niemand zal jou geloven / je zal zelf in de gevangenis worden gestopt wegens valse beschuldigingen / dan kom ik wel even je familie opzoeken / dan stuur ik je naaktfoto´s naar al je bekenden). Geweld is ook mogelijk maar wordt vaak gezien als riskant en pas toegepast als laatste red-/dwangmiddel.

Er is ook een indeling in vijf stappen.

## Misdrijf

### Europa
Internationaal is er het Verdrag van de Raad van Europa inzake de bescherming van kinderen tegen seksuele uitbuiting en seksueel misbruik, waarvan het artikel 23 (Benaderen van kinderen voor seksuele doeleinden) de strafbaarstelling van grooming oplegt:
Elke Partij neemt de wetgevende of andere maatregelen die nodig zijn voor het strafbaar stellen van het doen van een voorstel, door middel van informatie-en communicatietechnologie, door een volwassene aan een kind dat de ingevolge artikel 18, tweede lid, vastgestelde leeftijd niet heeft bereikt, tot een ontmoeting met als vooropgezet doel het plegen van een overeenkomstig artikel 18, eerste lid, onderdeel a, of artikel 20, eerste lid, onderdeel a, strafbaar gesteld feit tegen hem of haar, wanneer dit voorstel is gevolgd door materiële handelingen die tot een dergelijke ontmoeting leiden.

### Nederland
In de Nederlandse wet is grooming sinds 1 juli 2024 ingedeeld als 1c in het volgende wetsartikel.
| Wet(boek)    | Strafrecht |
| Artikel      | 251 |
| Omschrijving | 1. Degene die een kind beneden de leeftijd van zestien jaren of een persoon die zich voordoet als een kind beneden de leeftijd van zestien jaren: a. indringend mondeling of schriftelijk seksueel benadert op een wijze die schadelijk te achten is voor kinderen beneden de leeftijd van zestien jaren; b. getuige doet zijn van een handeling of een visuele weergave van seksuele aard of met een onmiskenbaar seksuele strekking op een wijze die schadelijk te achten is voor kinderen beneden de leeftijd van zestien jaren; of c. een ontmoeting voorstelt voor seksuele doeleinden en enige handeling onderneemt tot het verwezenlijken van die ontmoeting, wordt gestraft met gevangenisstraf van ten hoogste twee jaren of geldboete van de vierde categorie. 2. Met gevangenisstraf van ten hoogste een jaar en zes maanden of geldboete van de vierde categorie wordt gestraft degene die de gedragingen, bedoeld in het eerste lid, begaat ten aanzien van een kind in de leeftijd van zestien tot achttien jaren of een persoon die zich als zodanig voordoet onder de in artikel 245, eerste lid, omschreven omstandigheden. 3. Niet strafbaar is degene die als leeftijdsgenoot de in het eerste lid, aanhef en onder c, bedoelde gedraging begaat in het kader van een gelijkwaardige situatie tussen diegene en dat kind, voor zover dat kind ten minste de leeftijd van twaalf jaren heeft bereikt. |

De in artikel 245, eerste lid, omschreven omstandigheden zijn die van kinderen in een kwetsbare positie:
a. het feit wordt begaan jegens een kind van diegene, jegens een kind dat wordt verzorgd of opgevoed als behorend tot het gezin van diegene, jegens een kind waarover diegene het gezag uitoefent of jegens een anderszins aan de zorg, waakzaamheid of opleiding van diegene toevertrouwd kind of jegens een aan diegene ondergeschikt kind;
b. het feit wordt begaan jegens een kind in een bijzonder kwetsbare positie, waaronder in ieder geval wordt verstaan een bijzonder kwetsbare positie ten gevolge van een psychische stoornis dan wel verstandelijke of lichamelijke handicap, een situatie van afhankelijkheid of een staat van lichamelijke of geestelijke onmacht;
c. het feit wordt begaan met misbruik van uit feitelijke verhoudingen voortvloeiend overwicht, met gebruikmaking van giften of beloften van geld of goed of met misleiding; of
d. dat kind stelt zich beschikbaar tot het verrichten van seksuele handelingen met een derde tegen betaling.
Artikel 251 Sr kan worden omschreven als 'seksuele benadering van personen jonger dan 16, en in bijzondere gevallen ook die van 16 en 17'. Het eerste lid onder a wordt in de MvT aangeduid als sexchatting met kinderen, onder b als corrumperen van kinderen, en onder c als grooming. Voor het hele artikel geldt dat gedrag jegens een lokprofiel dat zich voordoet als een jongere van een bepaalde categorie even strafbaar is als dat gedrag jegens een echte jongere van die categorie.
Een lokprofiel kan zich dus voordoen als jonger dan 16 jaar, of als iemand in een van de genoemde omstandigheden die 16 of 17 jaar is. In alle gevallen waarin een lokprofiel wordt ingezet geldt het uitlokkingsverbod (het Tallon-criterium). Dit houdt in dat de verdachte door het optreden van de opsporingsambtenaar niet mag worden gebracht tot andere handelingen dan die waarop zijn opzet reeds van tevoren was gericht.
Het gebruik van lokprofielen voor het verlenen van assistentie aan de opsporing door niet-overheidsinstanties of burgers strookt volgens de regering niet met het uitgangspunt van een integere en behoorlijke strafrechtspleging.

### België
Artikel 417/24 van het Belgisch Strafwetboek stelt grooming strafbaar ten aanzien van minderjarigen (-18):
Benaderen van een minderjarige voor seksuele doeleinden is het aan een minderjarige een voorstel tot ontmoeting doen, op welke manier dan ook, met het oogmerk om een misdrijf te plegen bedoeld in dit hoofdstuk, voor zover dit voorstel is gevolgd door materiële handelingen die tot een dergelijke ontmoeting kunnen leiden.
De dader moet het plan hebben gehad een verkrachting, aantasting van de seksuele integriteit of openbare zedenschennis te plegen. Een effectieve ontmoeting met de minderjarige is niet vereist, alleen concrete stappen in die richting. Het misdrijf wordt bestraft met drie tot vijf jaar gevangenis. Behalve een autonoom misdrijf is grooming ook een verzwarende omstandigheid bij andere seksuele delicten gepleegd op kinderen onder de zestien jaar (artikelen 417/50 en 417/55 Sw.).
Vóór de hervorming van het seksueel strafrecht in 2022 was grooming op zich strafbaar gesteld in artikel 377quater Sw., ingevoegd in 2014. Het ging vooral over volwassenen die voorstellen deden aan minderjarigen (onder de 16 jaar), om elkaar te ontmoeten. Belangrijk hierbij was dat de groomer de bedoeling moest hebben om een misdrijf te plegen. Grooming werd bestraft met gevangenisstraf van één tot vijf jaar.